# William Küster
William Küster (* 22. September 1863 in Leipzig; † 5. März 1929 in Stuttgart) war ein deutscher Chemiker. Er forschte auf dem Grenzgebiet zwischen Chemie und Medizin. Er bewies als erster die physiologisch bedeutsame konstitutionelle Verwandtschaft von Blut- und Gallenfarbstoff.

## Biografie
William Küster entstammte einer Familie des Großbürgertums. Sein Vater war der Kaufmann Richard Küster (1823–1909), ein Urenkel Gottfried Wincklers. Seine Mutter Ottilie Wigand (1828–1901) war eine Tochter von Otto Wigand. Sein Sohn war der Rechtsanwalt Otto Küster.
Als die Familie nach Berlin umsiedelte besuchte er das Wilhelms-Gymnasium. Ab 1882 studierte Küster in Tübingen, Berlin und Leipzig zunächst Mathematik und Naturwissenschaft und später Chemie. In Berlin renoncierte er bei der Landsmannschaft Guilelmia und blieb zeitlebens ein überzeugter Korporierter. Zu seinen Lehrern zählen August Wilhelm von Hofmann und Johannes Wislicenus. Bei letzterem wurde er 1889 zum Dr. phil. promoviert. Bis März 1890 blieb er als Assistent bei Wislicenus in Leipzig, um dann als Assistent von Gustav von Hüfner am physiologisch-chemischen Institut der Universität Tübingen tätig zu werden. Nach Studien über die Oxidation von Eiweißkörpern lenkte Hüfner seinen Assistenten auf sein eigenes Arbeitsgebiet und übertrug ihm die Untersuchung des Blutfarbstoffes. Die durch Hüfners Forschungen geprägte Arbeitsrichtung wurde auch für Küsters wissenschaftliche Laufbahn entscheidend. 1896 wurde er in Tübingen habilitiert. 1900 erfolgte die Ernennung zum Extraordinarius. 1903 wurde Küster Ordinarius für Chemie an der Tierärztlichen Hochschule Stuttgart.  Wegen der mitübernommenen Lehraufträge in Pharmazeutischer Chemie und Pharmakognosie musste er sich auch mit dem Lehrstoff für Apotheker vertraut machen.  Küster erhielt 1913 einen eigens für ihn geschaffenen außerordentlichen Lehrstuhl für Chemie an der Technischen Hochschule Stuttgart. Im Jahr 1919 wurde er zum Mitglied der Leopoldina gewählt. 1929 erlitt William Küster bei der Vorbereitung einer Experimentalvorlesung einen Herzschlag.

## Wirken
Küster befasste sich bis zuletzt mit dem Blutfarbstoff, dessen Bausteinen und Metaboliten, insbesondere den Porphyrinen und Gallenfarbstoffen. Mit seinen Forschungen über die Blutfarbstoffkomponente Hämatin lieferte er neue Erkenntnisse über Natur und Funktion dieser Stoffklasse: 1906 wies er die Richtigkeit seiner Strukturformel für Hämatinsäure nach. 1914 synthetisierte er letztere, und 1912 stellte er auch für das Hämin eine bis heute gültige Formel auf. Hans Fischer konnte diese angesichts des komplizierten Häminmoleküls vortreffliche Leistung Küsters 1928 weitgehend bestätigen. Ausgewählte chemische Präparate von William Küster zur Erforschung des Blutfarbstoffes werden in der Sammlung des Deutschen Museums verwahrt.

## Doktoranden
Zahlreiche Schüler setzten Küsters Forschungen fort, darunter viele Chemiker und Apotheker, die mit Arbeiten über Blut- und Gallenfarbstoffe bei ihm promoviert wurden. Hierzu zählen:
- Otto Mecheels
- Otto Roelen
- Paul Schlack
- Roland Schmiedel[4]

## Ehrungen
1927 wurde ihm der Dr. med. h. c. der Universität Bern verliehen.
Otto Mecheels war zeitlebens ein Verehrer seines Doktorvaters. Ihm zu Ehren wurde ein Gebäude in den Hohensteiner Instituten nach ihm benannt: William-Küster-Bau.

## Veröffentlichungen
- Beitrag zur Kenntniss der Chinolinacrylsäure und einiger Derivate derselben. Dissertationsschrift, Leipzig 1889.
- Beiträge zur Kenntnis des Hämatins. Habilitationsschrift, Tübingen 1896.
- Chemisches und Menschliches aus meinem Leben. Verlag der Süddeutschen Apotheker-Zeitung, Stuttgart 1929.